# Lavalleja megye
Lavalleja  egy megye Uruguayban. A fővárosa Minas.

## Földrajz
Az ország délkeleti részén található. Megyeszékhely: Minas